# Luchthaven N'Gaoundéré
Luchthaven N'Gaoundéré (IATA: NGE, ICAO: FKKN) is een luchthaven in N'Gaoundéré, Kameroen.
Er worden lijndiensten aangeboden naar: Douala, Maroua, Yaoundé.